# Graphocephala confluens
Graphocephala confluens är en insektsart som beskrevs av Philip Reese Uhler 1861. Graphocephala confluens ingår i släktet Graphocephala och familjen dvärgstritar. Inga underarter finns listade i Catalogue of Life.